# Fjord Line

География маршрутов Fjord Line

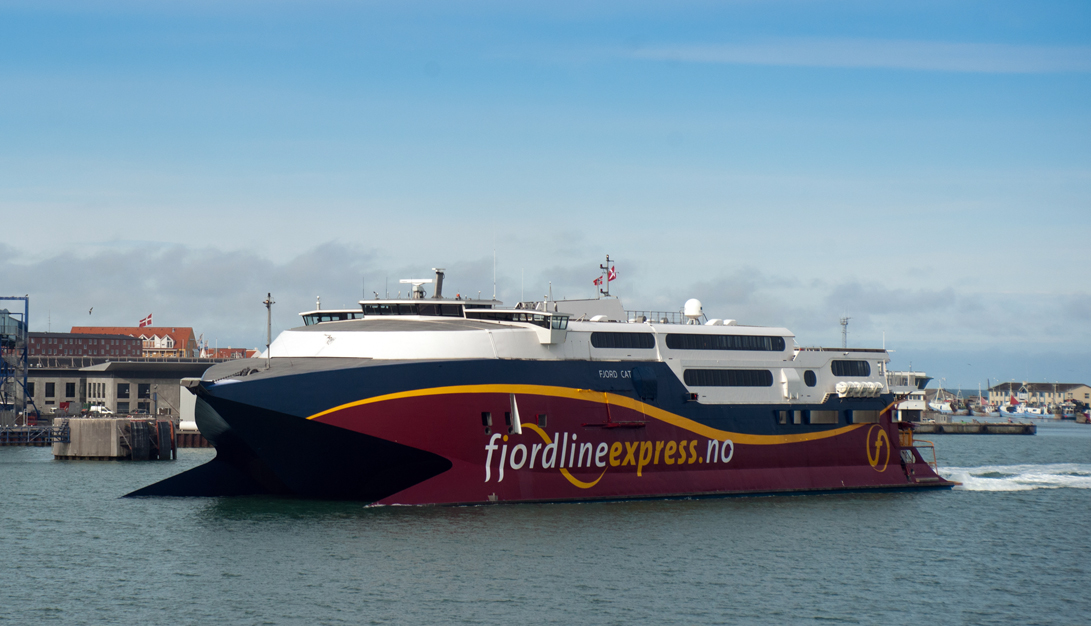
Скоростной паром «Fjord Cat» у Хиртсхальса

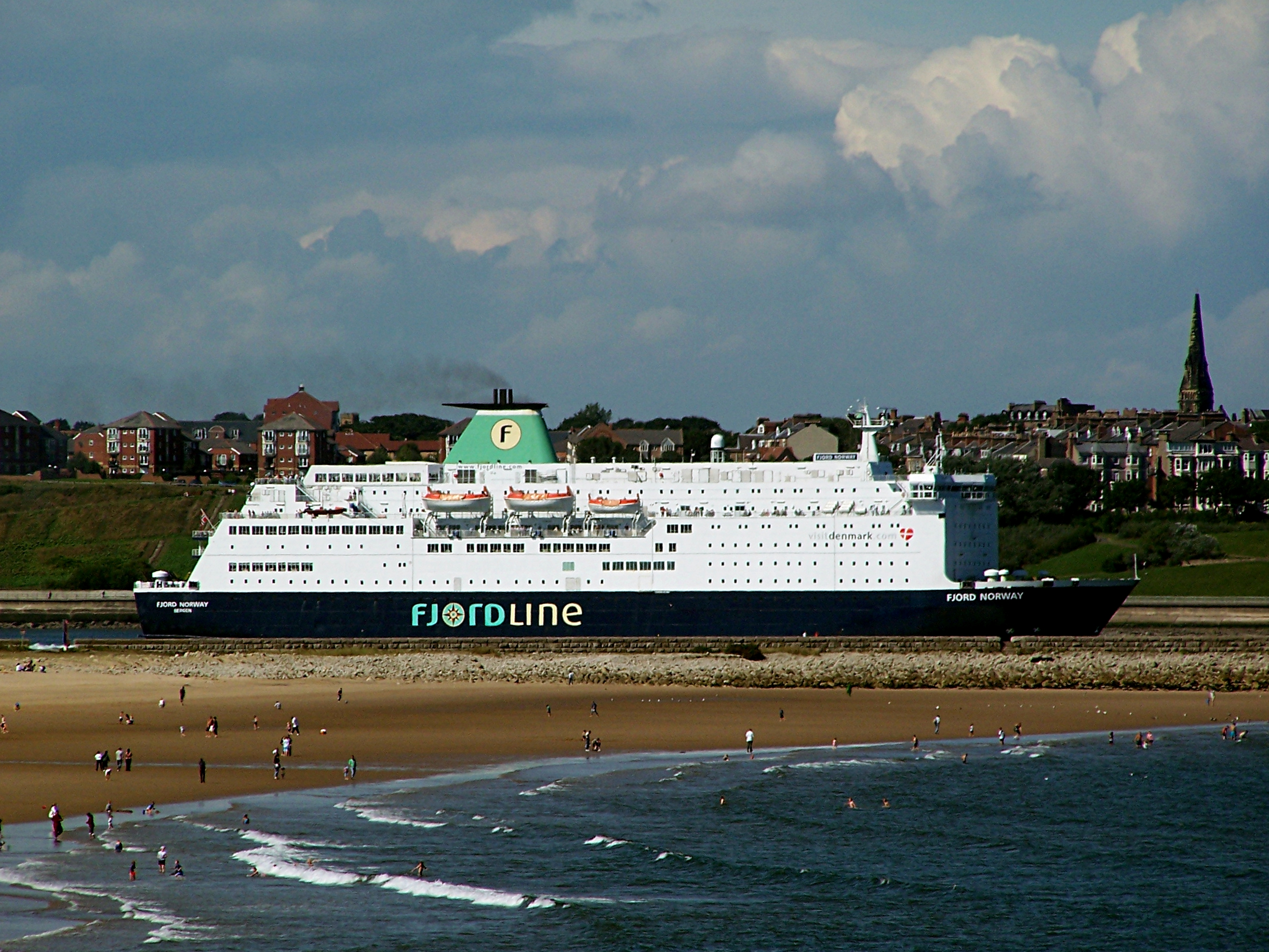
Паром «Fjord Norway» у Ньюкасла

Fjord Line — норвежский судоходный оператор, осуществляющий паромные перевозки между Норвегией и Данией. Предоставляет услуги как пассажирской так и грузовой транспортировки.

## История
Компания основана в 1993 году.
В 1998 году Fjord Line купила судно Jupiter и линию Берген—Ньюкасл у Color Line.
В 2004 году, для своей датско-норвежской линии, оператором был приобретён паром Fjord Norway. Паром Bergen был отдат во фрахт компании DFDS.
В 2005 году начались операции на линии между Норвегией Данией. Линия Берген—Ньюкасл была продана DFDS. Паром Bergen был возвращён из фрахта. Паром Jupiter был выставлен на продажу. В этом же году компания понесла большие финансовые потери. Причиной кризиса явился новый недорогой маршрут открытый судоходным гигантом — Color Line и экспансия бюджетных авиакомпаний. Fjord Line обвинил Color Line в демпинге и действиях сознательно работать себе в убыток чтобы подавить мелких конкурентов. Тем же летом Fjord Line подал жалобу в антимонопольный орган, который начал рассмотрение вопроса.

В 2008 г. произошло слияние Fjord Line с оператором скоростного паромного сообщения — Master Ferries.

## Маршруты
На сегодняшний день компания имеет две морских линии между Норвегией и Данией.
- Берген—Ставангер—Хиртсхальс
- Кристиансанн—Хиртсхальс →(только в летний сезон; соединяет участки маршрута E 39)

## Флот компании

### В настоящий момент
| Имя судна    | Год постройки | Введение в строй | Тоннаж    | Примечания                            |
| ------------ | ------------- | ---------------- | --------- | ------------------------------------- |
| Bergensfjord | 1993          | 1993             | 16,551 РТ | Бывший Bergen, Duchess of Scandinavia |
| Fjord Cat    | 1998          | 2008             | 5,619 РТ  |                                       |

### Бывшие суда
| Имя судна    | Год постройки | Годы службы в компании | Тоннаж    | Судьба                                         |
| ------------ | ------------- | ---------------------- | --------- | ---------------------------------------------- |
| Lygra        | 1979          | 1997—2006              | 7,012 РТ  | Операции между США и Карибами                  |
| Fjord Norway | 1986          | 2003—2006              | 31,356 РТ | Продан DFDS, переименован в Princess of Norway |
| Jupiter      | 1975          | 1998—2005              | 12,348 РТ | Круизное судно во Вьетнаме                     |

## Происшествия
14 декабря 2011 г. паром Bergensfjord, следуя из Ставангера в Хиртсхальс, проходя Скагеррак в районе Норвежской траншеи, попал в сильный шторм, в результате чего двое пассажиров получили ранения.